# Charlier (krater)
För andra betydelser, se Charlier.
Charlier är en nedslagskrater på planeten Mars namngiven efter den svenske astronomen Carl Charlier.
Kratern har en diameter på ungefär 106 km.